# Trelleborgs hamn

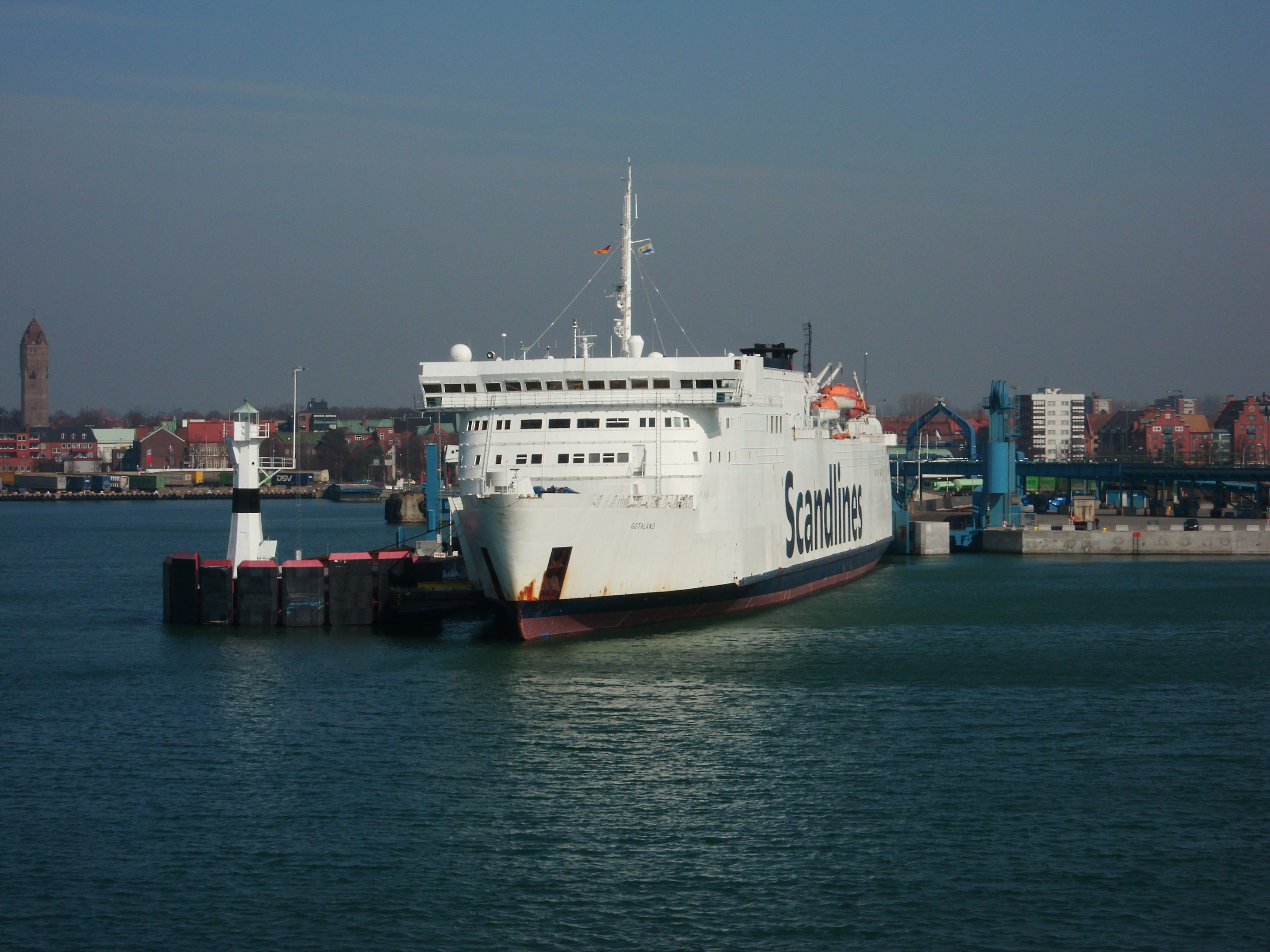
färja i Trelleborgs hamn, mars 2010.

Trelleborgs Hamn är Sveriges näst största gällande gods (endast Göteborgs hamn större). Årligen fraktas drygt 11 miljoner ton gods och 1,8 miljoner passagerare via Trelleborgs Hamn (2018).
Färjelinjer från hamnen:
- Trelleborg–Travemünde, TT-Line
- Trelleborg–Rostock, TT-Line
- Trelleborg–Rostock, Stena Line
- Trelleborg–Sassnitz, Stena Line
- Trelleborg–Świnoujście, Unity Line
- Trelleborg–Świnoujście, TT-Line
- Trelleborg–Klaipeda, TT-Line

Hamnen tar emot ett stort antal fartyg med många lastbilar som kommer med färjorna. Här gick till och med 2019 Sveriges sista persontåg på tågfärja, Berlin Night Express mellan Malmö och Berlin på Stena Lines Sassnitz-led, medan järnvägsgodsvagnar fortfarande (2022) fraktas på Stena Lines Rostock-led.
I juni 2011 påbörjades en utbyggnad av hamnen, som även syftar att bygga ut delar av nuvarande hamnen till bostäder.
Hamnen användes första gången år 1366 av några borgare från dåvarande tyska Stettin (nu Szczecin, Polen) som sökte en nödhamn under Valdemar Atterdags krig mot hansestäderna.

### Fotnoter
1. ↑  15[död länk].
2. ↑  "Metropol Øresund sett från ovan" flygfoto av Nils-Åke Svensson med text och research av John Bitton. sid 38. Trafiknostalgiska förlaget. www.trafiknostalgiska.se ISBN 91-85305-10-3
3. ↑  Inslag i "Sydnytt", SVT
4. ↑   Trelleborgs Hamn Nord 55.22 Ost 13.10. 1980